# サントール (ロケット)
サントール（フランス語: Centaure）はフランスの2段式観測ロケット。1段目にベリエ観測ロケット、2段目にヴィーナスブースターを使用している。
1961年から1986年にかけて185基が打ち上げられ、うち5回失敗。140kmの高度に60kgのペイロード能力があった。

## データ
- 重量：457 kg
- ペイロード：60 kg
- 高度：140 km
- 推力：44.00 kN
- 直径：0.28 m
- 全長：6.02 m
- 翼長：0.73 m
- 初飛行：1961-05-27
- 最終飛行：1986-03-07
- 射場：アマギール、Reggane、CELPA、Salto di Quirra、エスレンジ、Thumba、Sonmiani、アンドーヤ